# Martin Ritt
Martin „Marty” Ritt (ur. 2 marca 1914 w Nowym Jorku, stan Nowy Jork, zm. 8 grudnia 1990 w Santa Monica, stan Kalifornia) – amerykański reżyser filmowy nominowany do Oscara za reżyserię filmu Hud, syn farmera (1963) z Paulem Newmanem, Melvynem Douglasem i Patricią Neal w rolach głównych.

## Wybrana filmografia

### Reżyser
- 1958 – Długie, gorące lato
- 1959 – Wściekłość i wrzask
- 1962 – Przygody młodego człowieka
- 1963 – Hud, syn farmera
- 1970 – Wielka nadzieja białych
- 1970 – Molly Maguires
- 1976 – Figurant
- 1979 – Norma Rae
- 1985 – Romans Murphy’ego
- 1987 – Wariatka
- 1990 – Stanley i Iris